# Mešní formulář
Mešní formulář je soubor všech liturgických textů potřebných pro slavení mše v určitý liturgický den nebo pro určitou příležitost, s výjimkou těch, které jsou uvedeny v mešním řádu (zvláště ordinárium), a eucharistické modlitby. Svůj mešní formulář mají také některé vigilie.
Každý mešní formulář římského ritu obsahuje
- vstupní antifonu
- vstupní modlitbu
- modlitbu nad dary
- antifonu k přijímání
- modlitbu po přijímání

a dále pak všechna čtení (ta někdy misál neobsahuje, takže se musejí číst z lekcionáře).